# Giải bóng đá Cúp Quốc gia 1998
Giải bóng đá Cúp Quốc gia 1998, tên gọi chính thức là Giải bóng đá Cúp Quốc gia – Pepsi Cup 1998 vì lý do tài trợ, là mùa giải thứ 7 của Giải bóng đá Cúp Quốc gia do Liên đoàn bóng đá Việt Nam (VFF) tổ chức, diễn ra từ tháng 2 đến tháng 9 năm 1998. Giải đấu bao gồm 14 đội hạng Nhất và 21 đội hạng Nhì cùng tranh tài.
Công an Thành phố Hồ Chí Minh đã giành chức vô địch sau khi đánh bại đương kim vô địch 2 năm liên tiếp Hải Quan với tỷ số 2–0 trong trận chung kết trên sân vận động Thống Nhất, Thành phố Hồ Chí Minh.

## Vòng loại
35 đội tham dự được chia theo ba khu vực, chọn lấy hai đội đứng đầu mỗi khu vực vào vòng chung kết tại Thành phố Hồ Chí Minh (cùng đội chủ nhà Công an Thành phố Hồ Chí Minh và đương kim vô địch Hải Quan).
- Bảng A (Khu vực miền Bắc): 8 đội. Câu lạc bộ Quân đội rút lui khỏi giải khi chưa bắt đầu, Đường sắt Việt Nam cũng bỏ giải sau lượt đi.[3]
- Bảng B (Khu vực miền Trung): 15 đội.
- Bảng C (Khu vực miền Nam): 12 đội. Đội Bình Dương bỏ cuộc vì lý do riêng.[3]

## Vòng chung kết

### Vòng tứ kết
| Đội 1                         | TTS   | Đội 2        | Lượt đi | Lượt về |
| ----------------------------- | ----- | ------------ | ------- | ------- |
| Công an Thành phố Hồ Chí Minh | 5 – 3 | Cảng Sài Gòn | 3 – 1   | 2 – 2   |
| Lâm Đồng                      | 9 – 1 | Thanh Hóa    | 5 – 0   | 4 – 1   |
| Sông Lam Nghệ An              | 3 – 2 | Đồng Tháp    | 0 – 1   | 3 – 1   |
| Hải Quan                      | 3 – 1 | Bình Định    | 2 – 0   | 1 – 1   |

#### Lượt đi
| Công an Thành phố Hồ Chí Minh         | 3–1      | Cảng Sài Gòn     |
| ------------------------------------- | -------- | ---------------- |
| - Huỳnh Đức 44' - Hoàng Hùng 53', 58' | Chi tiết | - Minh Cường 81' |

| Lâm Đồng                                            | 5–0      | Thanh Hóa |
| --------------------------------------------------- | -------- | --------- |
| - Văn Tâm 5', 10', 72', 89' (ph.đ.) - Minh Tuấn 68' | Chi tiết |           |

| Sông Lam Nghệ An | 0–1      | Đồng Tháp      |
| ---------------- | -------- | -------------- |
|                  | Chi tiết | Trung Vĩnh 81' |

| Hải Quan                      | 2–0      | Bình Định |
| ----------------------------- | -------- | --------- |
| - Thanh Hải 86' - Đỗ Khải 89' | Chi tiết |           |

#### Lượt về
| Cảng Sài Gòn                         | 2–2      | Công an Thành phố Hồ Chí Minh      |
| ------------------------------------ | -------- | ---------------------------------- |
| - Hồng Sơn 2' - Quan Huy 36' (ph.đ.) | Chi tiết | - Thanh Phương 34' - Huỳnh Đức 35' |

Công an Thành phố Hồ Chí Minh thắng với tổng tỷ số 5–3.
| Lâm Đồng                                                                  | 4–1      | Thanh Hóa   |
| ------------------------------------------------------------------------- | -------- | ----------- |
| - Văn Hùng 25' - Hoàng Thái 46' - Thanh Nhàn 53' - Thanh Tuấn 75' (ph.đ.) | Chi tiết | Như Hải 30' |

Lâm Đồng thắng với tổng tỷ số 9–1.
| Sông Lam Nghệ An                         | 3–1 (s.h.p.) | Đồng Tháp      |
| ---------------------------------------- | ------------ | -------------- |
| - Thành Công 10', 16' - Quang Trường 95' | Chi tiết     | - Văn Hùng 50' |

Sông Lam Nghệ An thắng với tổng tỷ số 3–2.
| Hải Quan     | 1–1      | Bình Định |
| ------------ | -------- | --------- |
| Phi Long 25' | Chi tiết | 82'       |

Hải Quan thắng với tổng tỷ số 3–1.

### Bán kết
| Công an Thành phố Hồ Chí Minh                   | 3–1      | Lâm Đồng       |
| ----------------------------------------------- | -------- | -------------- |
| - Sỹ Thành 17' - Mạnh Cường 31' - Huỳnh Đức 44' | Chi tiết | Thanh Nhàn 80' |

| Sông Lam Nghệ An | 0–1      | Hải Quan      |
| ---------------- | -------- | ------------- |
|                  | Chi tiết | Thanh Hải 24' |

### Chung kết
| Công an Thành phố Hồ Chí Minh | 2–0      | Hải Quan |
| ----------------------------- | -------- | -------- |
| Hoàng Hùng 35', 84'           | Chi tiết |          |

| Vô địch Cúp Quốc gia 1998 Công an Thành phố Hồ Chí Minh Lần thứ nhất |